# Pere Guilanyà i Roure

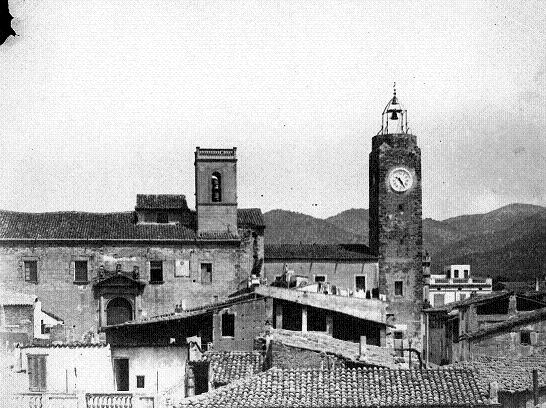
Olesa de Montserrat

En Pere Guilanyà i Roure (Olesa de Montserrat, 1897 - París, 18 de gener, 1964) fou un poeta català.

## Vida
Pere Guilanyà i Roure va néixer el 29 de març de 1897 a Olesa de Montserrat, població on s'havien traslladat els seus pares per qüestions de feina. Era fill de Joan Guilanyà, rellotger de Berga, i d'Anna Roure, filla del metge de Casserres. Va viure la seva infantesa i joventut a Puig-reig, on va estudiar amb el mestre Lluís Calsina, i va començar a treballar d'administratiu a la fàbrica de Cal Pons.
El 1918 s'incorporà al servei militar a Barcelona, destinat a oficines gràcies a la influència del propietari de la colònia Pons. A Barcelona s'introdueix en l'ambient cultural i fa amistat amb Ventura Gassol. Per convicció i per evitar ser destinat a la guerra d'Àfrica, s'escapà del servei militar. Després de passar per la Cerdanya, es traslladà a París on treballà de representant de teixits d'alta costura. En aquesta ciutat va col·laborar amb la Casa de Catalunya, va compondre els poemes del seu primer llibre, Voluptat (1926), i va relacionar-se amb Ventura Gassol.
Durant la República, va retornar a Barcelona diverses vegades. Exiliat definitivament a França, va ajudar els exiliats catalans, malgrat les penúries, durant la Segona Guerra Mundial. El 1947 va anar a viure a l'Argentina, on va ser un membre actiu dels refugiats catalans en aquell país i del Casal Català de Buenos Aires. El 18 de gener de 1964 va morir a la ciutat de París. Els seus funerals foren presidits per Josep Tarradellas i Joan, Ventura Gassol i Delmir Ibáñez en aquesta ciutat.

## Obra
A banda de les seves obres poètiques, Pere Guilanyà també va col·laborar a la revista argentina Ressorgiment, amb articles periòdics que signava amb el pseudònim Pere de Berguedà.

### Poesia
Els diferents llibres de poesia que va publicar són:
- Voluptat (1926)
- Elegies (1933)
- Evocacions (1943)
- Odes (1945)
- Origen (1962) (inèdit)
- Fra Garí (1963) (inèdit)

## Empremta i homenatges
El febrer de 1964 la revista Ressorgiment li va retre un homenatge i li va publicar a títol pòstum el poema Ella en mi. El 24 de maig del mateix any Ramon Xuriguera el va recordar en el seu programa de ràdio Paris, fogar de cultura catalana. El 2002 Maria Estruch Subirana va publicar el treball de recerca La nostra terra a través del record i l'enyorança. Edició de la poesia de Pere Guilanyà i Roure (1867-1964).
A Puig-reig hi ha un carrer dedicat al poeta.